# L'esperienza meridionalistica di Ottieri
L'esperienza meridionalistica di Ottieri è un saggio letterario di Giuseppe Iadanza edito da Bulzoni nel 1976 e focalizzato sull'opera Donnarumma all'assalto di Ottiero Ottieri (Milano, 1959). Il saggio, con prefazione di Geno Pampaloni, parte dall'analisi di questo libro per indagare sulla complessità e sulle prospettive aperte dal nuovo rapporto tra letteratura industriale e realtà meridionale.

## Struttura e contenuti
Alla prefazione del critico letterario fa seguito un'introduzione dell'autore, nella quale si dà conto delle finalità del saggio e dei termini generali del problema. Segue una lettura critica del romanzo-diario di Ottieri esaminato capitolo per capitolo. La seconda parte del saggio presenta un panorama storico della questione meridionale accompagnato da un'ampia bibliografia ragionata, che rivolge una particolare attenzione ai rapporti tra meridionalismo, industria e letteratura.
Come prospettiva di fondo, emerge il radicale mutamento delle problematiche aziendali, nell'impatto con la peculiare e difficile realtà del nostro Mezzogiorno. Qui infatti la conflittualità non sembra derivare tanto dal rapporto (più o meno alienante) uomo-macchina, quanto da quello (esistenziale) lavoro-non lavoro. Oltre a proporre una lettura «politica» del Donnarumma, questo saggio rimarca anche la sensibilità umana e il travaglio del sociologo narratore, incaricato da Adriano Olivetti di selezionare il personale di una modernissima azienda, addirittura con vista sul mare, sorta a Pozzuoli negli anni Cinquanta. Intorno alla fabbrica-miraggio c'è l'entroterra, più popoloso di una provincia cinese. Di fronte alle quarantamila disperate domande di lavoro, il compito si rivela subito assurdo nella sua drammaticità.
Per meglio evidenziare l'aspetto umano, nella lettura di Iadanza le pagine del diario di Ottieri sono raggruppate sotto titoli tratti dallo stesso testo Così l'espressione del testo di Ottieri «Non voglio affogare nella questione meridionale» diventa il titolo del primo capitolo del saggio; «Un mazzo di destini», quello del secondo; e così via di seguito, fino all'ultimo capitolo di questa prima parte dell'opera, che ha per titolo: «Non si poteva vivere a Santa Maria per sempre?». Che è poi la conclusione nostalgica e commossa di Ottieri.